# ApexBrasil
ApexBrasil of Agência Brasileira de Promoção de Exportações e Investimentos, is een Braziliaans agentschap voor de bevordering van export en investeringen. Het werd in 1997 opgericht als filiaal voor het SEBRAE dat zich richt op het mkb. Sinds 2003 is het een autonome non-profitorganisatie. De financiering komt van de particuliere sector en het toezicht ligt bij de landelijke overheid. Het is sinds 2016 formeel verbonden aan het ministerie van Buitenlandse Zaken.

## Programma's en diensten

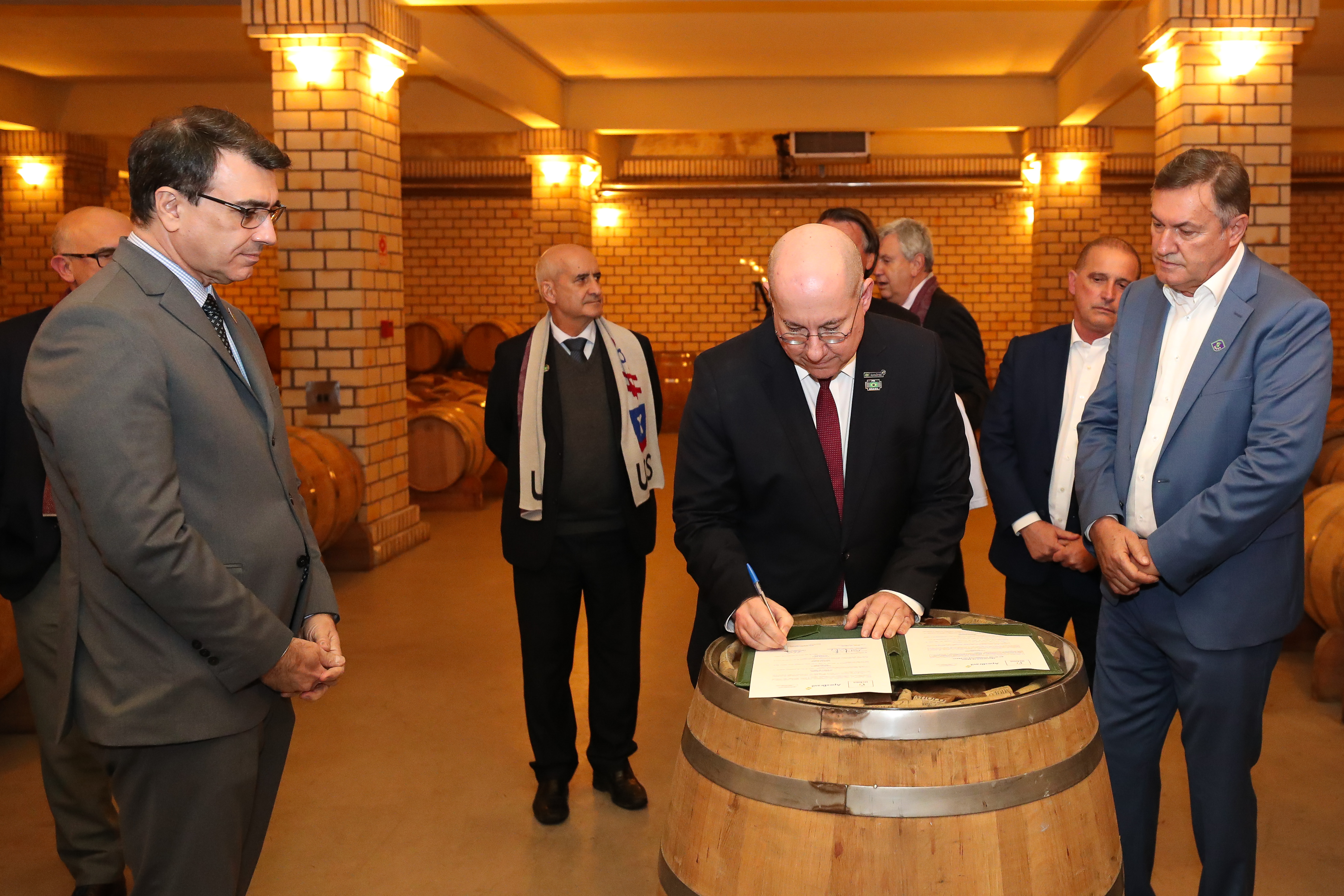
Ondertekening van het Bento Gonçalves-protocol uit 2021 om de Braziliaanse wijnindustrie te promoten.

ApexBrasil voert verschillende activiteiten uit die gericht zijn op het bevorderen van de export en het toevoegen van waarde aan Braziliaanse producten en diensten in het buitenland, hetzij rechtstreeks dan wel via speciale partnerschappen met verenigingen die specifieke sectoren vertegenwoordigen binnen de Braziliaanse industrie, agribusiness en dienstensector. Hiertoe behoren ook handelsmissies, digitale zakenrondes, steun voor de deelname van Braziliaanse bedrijven aan grote internationale handelsbeurzen, het organiseren van bezoeken van buitenlandse kopers en opiniemakers om meer te weten te komen over de binnenlandse inrichting van de economie, en andere activiteiten die bedoeld zijn om het 'product Brazilië' in het buitenland onder de aandacht te brengen. Het bureau maakt gebruik van een aantal strategieën. De diensten van ApexBrasil aan Braziliaanse bedrijven die willen exporteren, omvatten marktinformatie en onderzoek, internationale bedrijfstrainingen, opbouw van exportcapaciteit en brandingdiensten.

## Brazilië Investeringsforum (FDI)

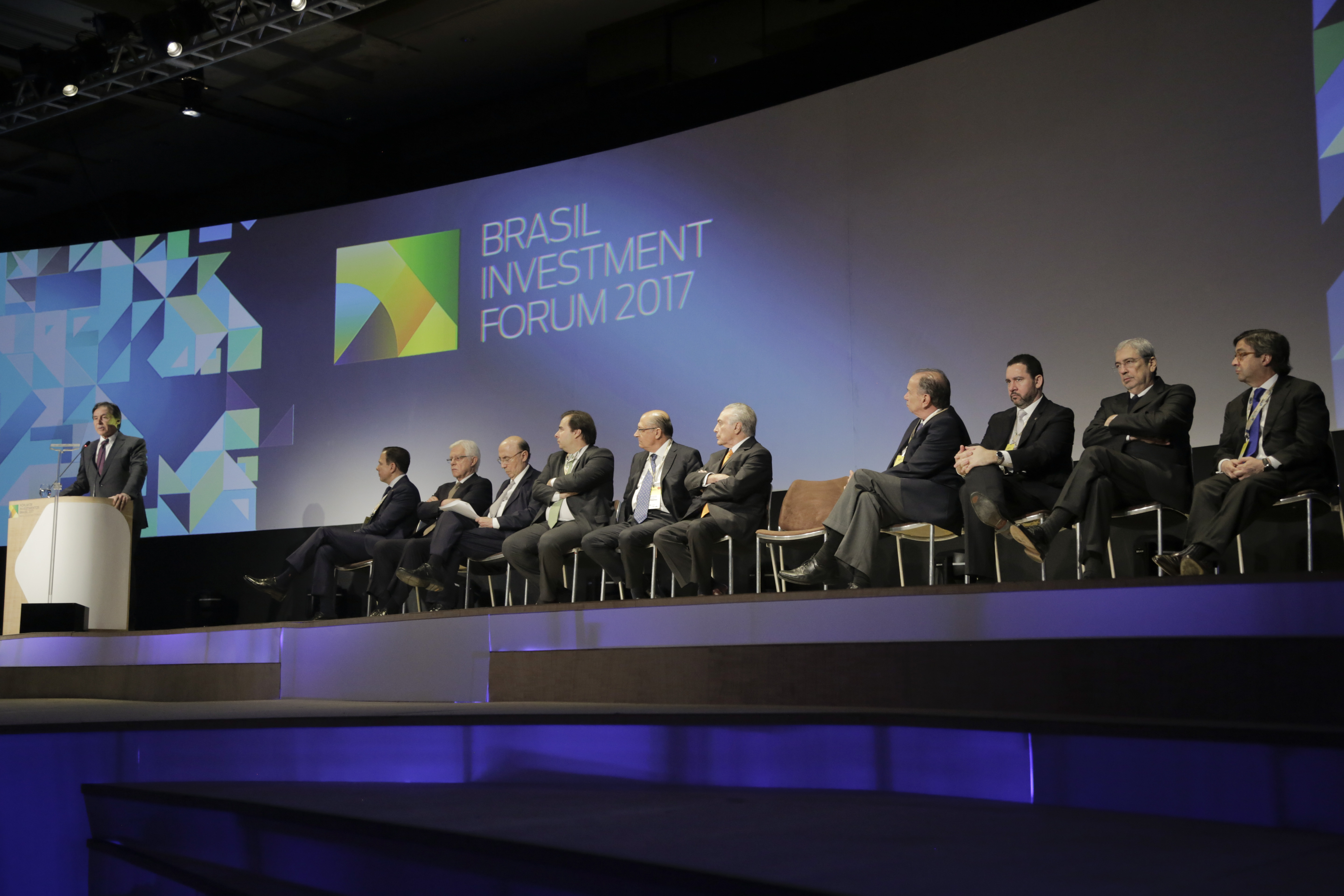
Investeringsforum (FDI), 2017

ApexBrasil speelt ook een leidende rol in het aantrekken van directe buitenlandse investeringen (FDI) naar Brazilië. Het identificeert zakelijke kansen, promoot netwerkevenementen en biedt strategisch advies aan buitenlandse investeerders. Initiatieven voor het aantrekken van investeringen zijn bedoeld om de overdracht van innovatieve technologieën naar Braziliaanse bedrijven aan te moedigen. Sinds 2017 organiseert het agentschap een jaarlijkse FDI-top waar autoriteiten en buitenlandse investeerders samenkomen en bekendheid wordt gegeven aan de investeringsmogelijkheden in het land, bevorderingsinitiatieven van lagere overheden en het bedrijfsklimaat. In 2021 kwamen meer dan 6000 deelnemers uit meer dan honderd landen naar de FDI-top.
In 2022 gaf Apex technische ondersteuning bij de opzet van de Surinaamse equivalent SITA.

## Wereldtentoonstellingen
ApexBrasil kreeg de verantwoordelijkheid voor de Braziliaanse deelname aan de Wereldtentoonstellingen van Shanghai (2010) en Milaan (2015) (bouw en exploitatie van het nationale paviljoen). Ook is ApexBrasil bij het Bureau International des Expositions aangewezen als nationale partij voor de Expo 2020.

## Regionale kantoren en internationale centra
Brazilië
- Belém, Pará (Regio Noord)

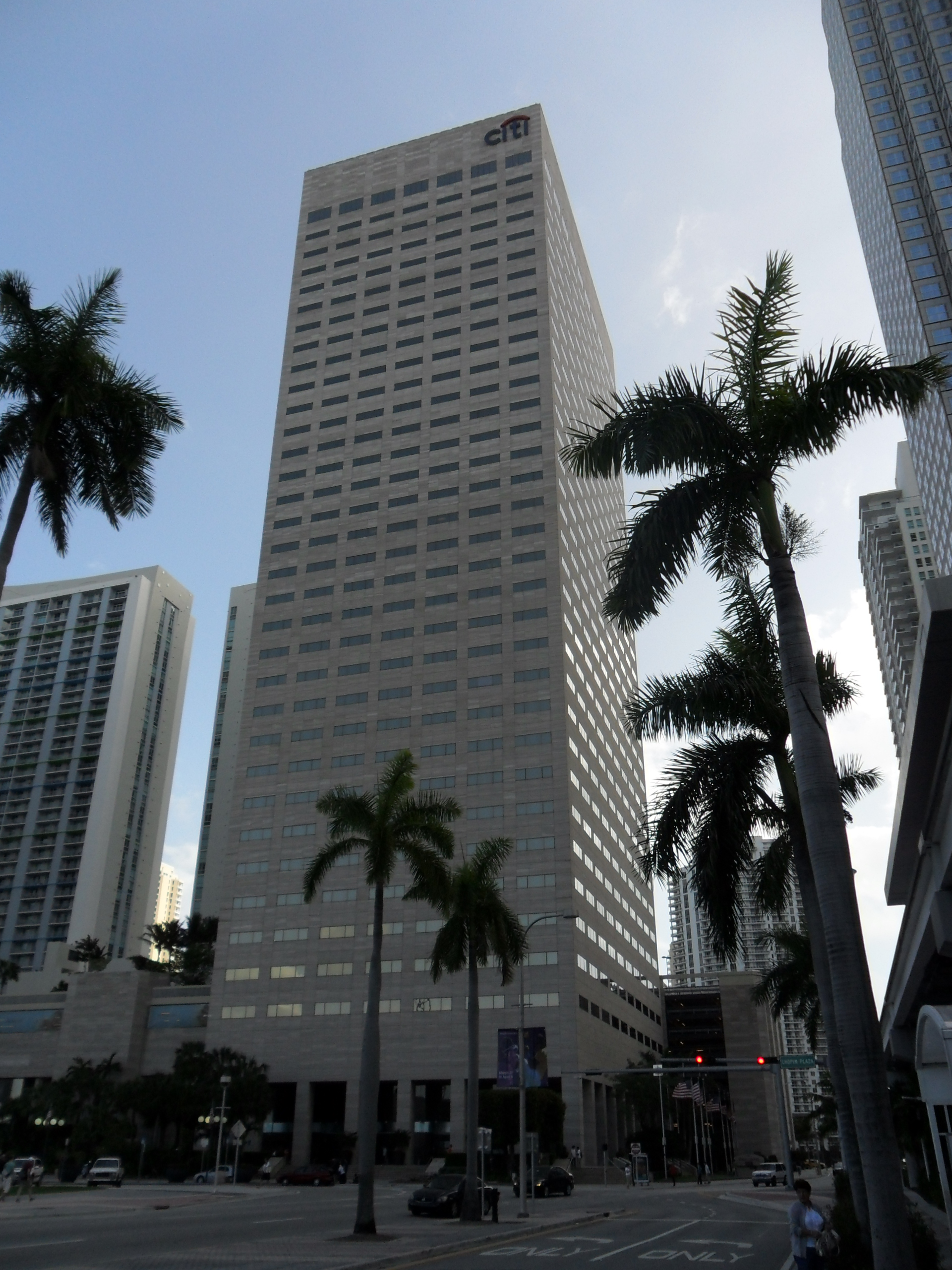
Miami Center, waar Apex-Brasil zijn hoofdkantoor heeft voor Midden- en Noord-Amerika.

- Brasilia, Federaal District (nationaal hoofdkwartier en regio Centraal-West)
- Porto Alegre, Rio Grande do Sul (regio Zuid
- Recife, Pernambuco (noordoostelijke regio)
- São Paulo, São Paulo (regio zuidoost)

Amerika
- Bogota, Colombia (Zuid-Amerika)
- Miami, Verenigde Staten (Midden- en Noord-Amerika)
- San Francisco, Verenigde Staten (startups en IT)

Azië-Pacific, Afrika, Midden-Oosten en Rusland
- Peking, China (Chinese vasteland)
- Dubai, Verenigde Arabische Emiraten (Midden-Oosten en Afrika)
- Jeruzalem, Israël (startups en IT)
- Moskou, Rusland (Rusland en Centraal-Azië)
- Shanghai, China (Oost-Azië, ASEAN en Pacific)

Europa
- Brussel, België (Europese Unie en EVA)